# Gerald Wambacher
Gerald Wambacher (* 24. April 1986) ist ein österreichischer Skispringer.
Wambacher startete 2003 im Skisprung-Continental-Cup. 2006 gewann er das Springen in Titisee-Neustadt vor Springern wie Arttu Lappi oder Mathias Hafele. Auch ein 2. Platz in Braunlage und Platz 3 in Villach deuteten sein Talent an. Sogar ein Einsatz bei der Vierschanzentournee 2005/06 war geplant. Kurz vor dem Start wurde er jedoch wegen eines irregulären Anzugs disqualifiziert.